# Saint-Michel-de-Veisse
 Saint-Michel-de-Veisse  là một xã thuộc tỉnh Creuse trong vùng Nouvelle-Aquitaine miền trung nước Pháp. Xã này nằm ở khu vực có độ cao trung bình 650 mét trên mực nước biển.